# Skogsskallerorm
Skogsskallerorm (Crotalus horridus) är en ormart som beskrevs av Carl von Linné 1758. Skogsskallerormen ingår i släktet skallerormar och familjen huggormar. IUCN kategoriserar arten globalt som livskraftig.
Ormen förekommer i centrala och östra USA och vissa exemplar når sydöstra Kanada. Arten vistas i kulliga områden och i låga bergstrakter som är täckta av lövfällande skogar eller av blandskogar. Crotalus horridus besöker även våtmarker och jordbruksmark. Den vistas främst på marken men den kan klättra i den låga växtligheten. Skallerormen håller vinterdvala mellan klippor eller i bergssprickor. I nordöstra delen av utbredningsområdet uppsöker honor före ungarnas födelse ofta öppna landskap.

## Underarter
Arten delas in i följande underarter:
- C. h. atricaudatus
- C. h. horridus